# Лукас Еванжеліста
Лукас Еванжеліста (порт. Lucas Evangelista, нар. 6 травня 1995, Лімейра) — бразильський футболіст, півзахисник клубу «Палмейрас». Виступав також за низку бразильських і закордонних клубів.

## Клубна кар'єра
Лукас Еванжеліста народився 1995 року в місті Лімейра. Розпочав займатися футболом у юнацькій команді футбольного клубу «Деспортіво Бразил», пізніше перейшов до юнацької команди клубу «Сан-Паулу». У 2013 році Еванжеліста розпочав грати за першу команду клубу «Сан-Паулу», в якій виступав до 2014 року, взявши участь у 19 матчах чемпіонату.
У 2014 році футболіст перейшов до складу італійського клубу «Удінезе», проте бразильський півзахисник не став гравцем основного складу команди, і в 2016 році керівництво італійського клубу відправило гравця в оренду до грецького клубу «Панатінаїкос». Проте й після повернення з оренди бразилець не був гравцем основи «Удінезе», і в 2017—2018 роках знову грав у оренді вже в португальському клубі «Ештуріл-Прая».
у 2018 році Лукас Еванжеліста на правах постійного контракту став гравцем французького клубу «Нант», однак наступного року керівництво клубу відправило бразильського півзахисника в оренду до португальського клубу «Віторія» (Гімарайнш).
У 2020 році Еванжеліста повернувся на батьківщину до клубу «Ред Булл Брагантіно», в якому грав до 2025 року. З 2025 року футболіст грає у бразильському клубі «Палмейрас».

## Виступи за збірну
Протягом 2015—2016 років Лукас Еванжеліста грав у складі молодіжної збірної Бразилії. На молодіжному рівні зіграв у 10 офіційних матчах, забив 1 гол.